# Альмохія
Альмохія (ісп. Almogía) — муніципалітет в Іспанії, у складі автономної спільноти Андалусія, у провінції Малага. Населення — 4257 осіб (2010).
Муніципалітет розташований на відстані близько 410 км на південь від Мадрида, 15 км на північний захід від Малаги.
На території муніципалітету розташовані такі населені пункти: (дані про населення за 2010 рік)
- Альмохія: 2404 особи
- Арройо-де-Коче: 428 осіб
- Арройо-де-лос-Олівос: 395 осіб
- Барранко-де-Сафра: 348 осіб
- Барранко-дель-Соль: 315 осіб
- Кампо-де-Камара: 367 осіб

## Демографія
Динаміка населення (INE ):

## Галерея зображень

Розташування муніципалітету у провінції Малага
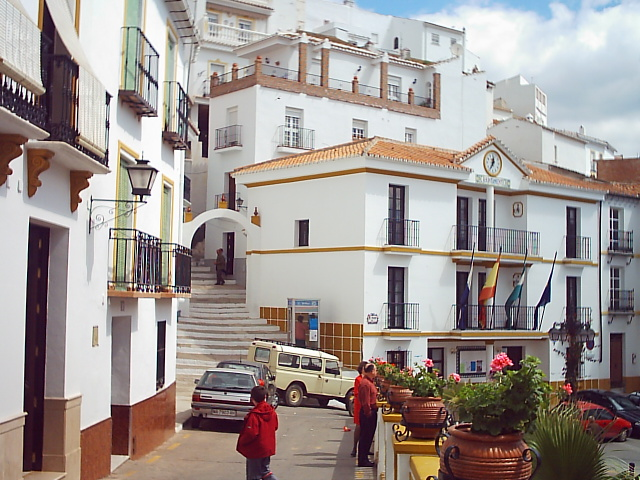
Муніципальна рада